# Einfarbiges Schönhörnchen
Das Einfarbige Schönhörnchen (Callosciurus inornatus) ist eine Hörnchenart aus der Gattung der Echten Schönhörnchen (Callosciurus). Sie kommt in der Provinz Yunnan im Süden der Volksrepublik China sowie in Laos und Vietnam vor.

## Merkmale
Das Einfarbige Schönhörnchen erreicht eine Kopf-Rumpf-Länge von etwa 21 bis 29 Zentimetern und ein Gewicht von etwa 325 Gramm. Der Schwanz erreicht eine Länge von etwa 17 bis 21 Zentimetern und ist damit kürzer als der Restkörper. Die Rückenfärbung der Tiere ist agoutifarben mit zwei oder drei Streifen aus helleren, olivbraunen Haaren. Die Bauchfarbe ist hell violettgrau bis blaugrau vom Kinn bis zum Hinterleib. Die Ohren und Füße sowie die Oberseite des Schwanzes haben dieselbe Farbe wie der Rücken, die Schwanzspitze ist häufig schwarz.
Im Vergleich zu der sympatrisch vorkommenden Unterart des Pallashörnchens (C. erythraeus hendeei) ist es etwas kleiner, außerdem unterscheidet sich die Färbung etwas.

## Verbreitung
Das Einfarbige Schönhörnchen kommt in der Provinz Yunnan im Süden der Volksrepublik China sowie in Laos und Vietnam vor.

## Lebensweise
Das Einfarbige Schönhörnchen ist wie alle anderen Arten der Gattung primär baumlebend (arboricol). Es kommt in verschiedenen Lebensräumen vor, vor allem in Regenwäldern, Gebüschen  und auch sekundären Wäldern. Wie alle anderen Arten der Gattung ernährt sich auch diese Art primär von Pflanzen.

## Systematik
Das Einfarbige Schönhörnchen wird als eigenständige Art innerhalb der Gattung der Echten Schönhörnchen (Callosciurus) eingeordnet, die aus 15 Arten besteht. Die wissenschaftliche Erstbeschreibung stammt von John Edward Gray aus dem Jahr 1867, der die Art anhand von Individuen aus dem Hochland von Laos beschrieb. Die Art wurde als Unterart des Pallashörnchens (Callosciurus erythraeus) und auch des Irawadi-Hörnchens (Callosciurus pygerythrus) betrachtet. Allerdings ist das Einfarbige Schönhörnchen wahrscheinlich näher mit dem Graubauchhörnchen (Callosciurus caniceps) verwandt. Das Verbreitungsgebiet dieser beiden Hörnchenarten ist durch den Mekong voneinander getrennt.
Innerhalb der Art werden neben der Nominatform keine weiteren Unterarten unterschieden.

## Status, Bedrohung und Schutz
Das Einfarbige Schönhörnchen wird aufgrund des großen Verbreitungsgebietes und seines angenommenen häufigen Vorkommens von der International Union for Conservation of Nature and Natural Resources (IUCN) als nicht gefährdet (Least Concern) eingeordnet. Die Art ist zudem anpassungsfähig gegenüber Lebensraumveränderungen, ein deutlicher Bestandsrückgang ist nicht zu beobachten. Potenzielle Bestandsbedrohungen für die Art sind nicht bekannt. In Laos werden die Tiere teilweise bejagt, allerdings gibt es keine Hinweise auf eine Bedrohung durch die Bejagung. Lebensraumveränderungen stellen wahrscheinlich keine Bedrohung dar, da die Art von diesen Veränderungen profitiert.

## Belege
1. 1 2 3 4  Robert S. Hoffmann, Andrew T. Smith: Inornate Squirrel. In: Andrew T. Smith, Yan Xie: A Guide to the Mammals of China. Princeton University Press, Princeton NJ 2008, ISBN 978-0-691-09984-2, S. 183–184.
2. 1 2 3 4  Richard W. Thorington Jr., John L. Koprowski, Michael A. Steele: Squirrels of the World. Johns Hopkins University Press, Baltimore MD 2012; S. 142–143. ISBN 978-1-4214-0469-1
3. 1 2 3 4 5  Callosciurus inornatus in der Roten Liste gefährdeter Arten der IUCN 2014.2. Eingestellt von: J.W. Duckworth, R.J. Timmins, 2008. Abgerufen am 28. Oktober 2014.
4. 1 2 3  Callosciurus inornatus In: Don E. Wilson, DeeAnn M. Reeder (Hrsg.): Mammal Species of the World. A taxonomic and geographic Reference. 2 Bände. 3. Auflage. Johns Hopkins University Press, Baltimore MD 2005, ISBN 0-8018-8221-4.